# Girolamo Nicolino
Girolamo Nicolino (Chieti, 23 gennaio 1604 – Chieti, 5 ottobre 1664) è stato uno storico e giurista italiano.

## Biografia
Girolamo Nicolino nacque a Chieti il 23 gennaio 1604 da Giuseppe Nicolino e Vittoria Santese. Dopo essersi laureato in legge presso l'Università di Ascoli Piceno, si recò a Napoli per perfezionarsi. Tornato nella città natia, fu nominato giudice delle prime cause, ma esercitò anche in altre città dell'Abruzzo. Si sposò due volte: nel 1651 con Cinzia Putei, dalla quale ebbe due figlie, Porzia Domenica e Maddalena, e nel 1658 con Angela Falce, da cui ebbe Giovanna e Giuseppe. Fu inoltre sindaco e assessore di Chieti. La sua prima opera, pubblicata nel 1639, fu il De Auctoritate camerarii regiæ civitatis Theatinæ compendiosa tractatio, opera derivante dall'esperienza nella gestione degli affari amministrativi presso la Camera Regia di Chieti; l'opera però fu pubblicata ad Ascoli Piceno, al di fuori dei confini del Regno di Napoli, e accusata di plagio dall'altro scrittore e cancelliere teatino Niccolò Toppi, con il quale Girolamo Nicolino ebbe contrasti per tutta la durata della sua vita e che lo portò ad essere incarcerato a Chieti per un anno. Nel 1651, questa volta a Napoli, pubblicò il De modo procedendi praxis judiciaria, opera di diritto processuale, frutto dell'esperienza maturata nell'avvocatura e nelle funzioni giudiziarie. Nel 1657 pubblicò la sua terza ed ultima opera, la più importante, la Historia della città di Chieti metropoli delle provincie d'Abrvzzo, fondamentale per la storiografia della città teatina, contenente anche una sezione sui vescovi della diocesi dalle origini fino al XVII secolo. Nonostante sia stata pubblicata a Napoli, anche quest'opera venne accusata di plagio dal Toppi: secondo l'autore Raffaele Bigi, la sua pubblicazione avrebbe scatenato la furia del patrizio teatino in esilio a Napoli, che lo portò a commissionare il suo assassinio: infatti la sera del 15 settembre 1664 Girolamo Nicolino fu accoltellato più volte mentre usciva dalla Chiesa di San Francesco di Chieti, per tornare a casa. Morì dopo venti giorni dall'aggressione, per la gravità delle ferite riportate.

### LaHistoria della città di Chieti metropoli delle provincie d'Abrvzzo(1657)
L'opera costituisce la prima storia ufficiale di Chieti, dopo quelle di Sebastiano Baroncini, Fazio degli Uberti (Dittamondo) e Lucio Camarra (De Teate Antiquo). Quella del Camarra può essere considerata la prima opera storica ufficiale su Chieti, sebbene tratti solo le origini della città e i secoli del periodo marrucino, quando era nota come Teate, fino al tardo impero romano. L'opera del Nicolino, come egli stesso precisa nella prefazione, nacque dal suo sentimento di passione e amore verso la città. L'opera inoltre fu scritta in volgare, lingua più vicina all'italiano e quindi di più immediata comprensione, a differenza del latino usato dal Camarra. Tuttavia il Toppi accusò il Nicolino di plagio, sostenendo che l'autore avesse copiato parti dell'opera Teate Sacrum del Camarra, mai pubblicata e perduta, nonché da appunti presi dalla sua biblioteca personale nel Palazzo Toppi, tuttora esistente a Chieti nel rione di Porta Pescara. Il Toppi stava preparando inoltre un'altra opera personale sulla storia di Chieti, raccogliendo diplomi, lettere ed informazioni varie, anche se non riuscì mai a pubblicare né ad allestire un trattato unitario sulla storia della città, pubblicando solo alcune notizie e diplomi nella sua più ampia Biblioteca storica del Regno di Napoli. L'opera del Nicolino, sebbene anch'essa difetti di alcuni problemi di indagine archeologica, di notizie infondate e riportate per sentito dire, e di esclamazioni di parte, ancora oggi è considerata un punto di partenza per la ricostruzione della storia di Chieti.

## Opere
- De Auctoritate camerarii regiæ civitatis Theatinæ compendiosa tractatio, Ascoli Piceno, 1639;
- De modo procedendi praxis judiciaria, Napoli, 1651;
- Historia della città di Chieti metropoli delle provincie d'Abrvzzo, Napoli, 1657.